# Rio (альбом Duran Duran)
Rio — другий студійний альбом англійського гурту Duran Duran, виданий в 1982 році.

## Список композицій
1. Rio – 5:33
2. My Own Way – 4:51
3. Lonely In Your Nightmare – 3:50
4. Hungry Like the Wolf – 3:41
5. Hold Back the Rain – 3:59
6. New Religion – 5:31
7. Last Chance on the Stairway – 4:21
8. Save a Prayer – 5:33
9. The Chauffeur – 5:13

## Учасники запису
- Саймон Ле Бон — вокал
- Нік Роудс — клавішні
- Джон Тейлор — бас-гітара
- Роджер Тейлор — ударні
- Енді Тейлор — гітара

## Позиції в чартах
Альбом
| Чарт (1982)              | Позиція |
| ------------------------ | ------- |
| Australian Albums Chart  | 1       |
| Canadian Albums Chart    | 1       |
| Dutch Albums Chart       | 40      |
| New Zealand Albums Chart | 2       |
| Swedish Albums Chart     | 9       |
| UK Albums Chart          | 2       |
| Billboard 200            | 6       |